# 三角子 (臺中市)
三角子，原寫為三角仔，是臺灣臺中市神岡區的一個傳統地域名稱，位於該區東南部。相較於今日行政區，其範圍大致包括三角里、岸裡里西南部，以及豐原區社皮里西南端、三村里西北端凸出部分不含東北部。

## 歷史
台灣清治末期至日治初期，三角子地區為一街庄，稱為「三角仔庄」，隸屬於捒東上堡。該庄西北與社口庄為鄰，北與大社庄為鄰，東北與社皮庄為鄰，東南邊車路墘庄，南邊為大埔厝庄，西南邊為花眉庄。
1901年（日治明治三十四年）11月，全台廢縣廳改設二十廳，該庄隸屬於臺中廳。1903年（明治三十六年）6月，該庄編入「社口區」，仍隸屬於臺中廳。1909年（明治四十二年）10月，合併二十廳為十二廳，社口區隸屬不變。1920年（大正九年），全台地方制度大改正，廢十二廳改設五州二廳，該庄改制並雅化為「三角子」大字，隸屬於臺中州豐原郡神岡庄。
戰後神岡庄改制為神岡鄉，隸屬於臺中縣，大字亦改制為村。1950年10月，中、彰、投分治，神岡鄉仍隸屬臺中縣。
1964年民航空運公司106號班機在神岡、豐原及潭子交界處墜毀，遺體大多散落於此。
2010年12月，臺中縣市合併為直轄臺中市，神岡鄉改制為神岡區，村亦改制為里。

## 聚落
本地區發展較早的聚落為三角仔、中營，在日治期初期的官方地圖上已有記載。

## 交通
國道1號又稱「中山高速公路」，是台灣西部兩條縱向高速公路之一，大致以北偏東—南偏西走經過三角子地區中部偏西地帶，並在本地區北部邊界外不遠處省道台10線交會口設有豐原交流道。由此可快速前往國道1號沿線各地。
省道台10線（中山路）是臺中港至豐原的幹道，大致以西南西—東北東走向經過本地區北部邊界外不遠處。由該道路向西南可前往大雅、沙鹿、清水並止於省道台17線路口，向東北東可前往大社、社皮、豐原市區西側並止於省道台13線路口。
區道中82線（三社路、大豐路、三社東路、西勢路）是社口至豐原的道路，大致以西北－東南走向由本地區西北部邊界入境，蜿蜒而行至區道中83線（大豐路）終點路口，轉南南東沿大豐路一小段路，至三社東路路口轉，至本地區東南部邊界處的西勢路路口，轉東北沿邊界行一小段路後出境。由該道路向西北可前往社口中部偏南的區道中85線路口，向東北可前往車路墘、烏牛欄並止於省道台3線路口。
區道中83線（大豐路五段、大豐路）是溪洲至三角的道路，其南側端點位於本地區東南部區道中82線路口。由此向北蜿蜒而行，後轉北北東沿社皮與本地區東北部凸出狹長部分交界地帶而行，出境後可前往社皮與大社交界地帶，至省道台10線路口轉西南西與其共線一小段路並進入大社地區，至大洲路路口轉北獨行後可前往下溪洲中部偏東北並止於區道中74線路口。

## 文化資產
- 神岡呂家頂瓦厝（市定古蹟）
- 筱雲山莊（市定古蹟）

## 運動休閒
- 潭雅神自行車道